# Laurembergia minor
Laurembergia minor là một loài thực vật có hoa trong họ Haloragaceae. Loài này được (C.B. Clarke) Philcox miêu tả khoa học đầu tiên năm 1999.